# Legacy at Millennium Park
Legacy at Millennium Park je mrakodrap v Chicagu ve státě Illinois. Stojí v ulici South Wabash Avenue. Má 72 pater a výšku 250 m. Budova má ocelový skelet, zdi jsou z betonu a fasáda ze skleněných tabulí. Výstavba probíhala v letech 2007–2010.